# 拉波特 (印地安納州)
拉波特（英語：La Porte）是一個位於美國印地安納州拉波特縣的城市。根據2010年美國人口普查，該地人口為22,053人，而該地的面積約為32.05平方千米。同時該地也是拉波特縣的縣治。

## 地理
拉波特的座標為41°36′33″N 86°43′03″W / 41.60917°N 86.71750°W，而該地的平均海拔高度為248米（即814英尺）。